# TRT 3
TRT 3 est une chaîne de télévision publique turque appartenant au groupe Radio-télévision de Turquie (TRT).

## Histoire
La programmation de la chaîne débute le 2 octobre 1989. Elle est la troisième chaîne publique après TRT 2 lancée en 1986, ainsi que TRT 1 lancée en 1968.

## Programmation
Sa programmation est principalement axée sur les divertissements, les séries étrangères pour les jeunes et des films. Elle est diffusée conjointement avec TBMM TV depuis le 10 décembre 1994 et TRT Spor depuis le 9 août 2010.